# Sonneberg
Sonneberg é uma cidade da Alemanha localizada no distrito de Sonneberg, estado da Turíngia.